# Zastava M21
Das Zastava M21 ist ein Sturmgewehr der serbischen Firma Zastava Oružje. Die Waffe basiert auf der Technik der AK-47. 
2004 wurde das Gewehr M21 als das Nachfolgemodell der Zastava M70/M77/M90-Sturmgewehre vorgestellt.
Das Sturmgewehr besitzt u. a. Teile aus Polymer (Kolben, Griffe, Magazine) und einen mit Chrom legierten Lauf. Es besitzt Picatinny-Schienen zur Befestigung verschiedener Zielfernrohre oder Nachtsichtgeräte. Des Weiteren kann ein Granatwerfer GP-25 vom Kaliber 40 mm unter dem Lauf angebracht werden.
Nach ersten Erprobungen in den Streitkräften Serbiens erschien das M21S. Das M21S besitzt einen kürzeren Lauf und damit eine kürzere Gesamtlänge, behielt aber aufgrund des neuen Polygonlaufs die gleichen ballistischen Eigenschaften und wird nun primär angeboten (als Exportversion M21SB). Die Version M21A ist für Kommandoaufgaben ausgelegt.

## Galerie

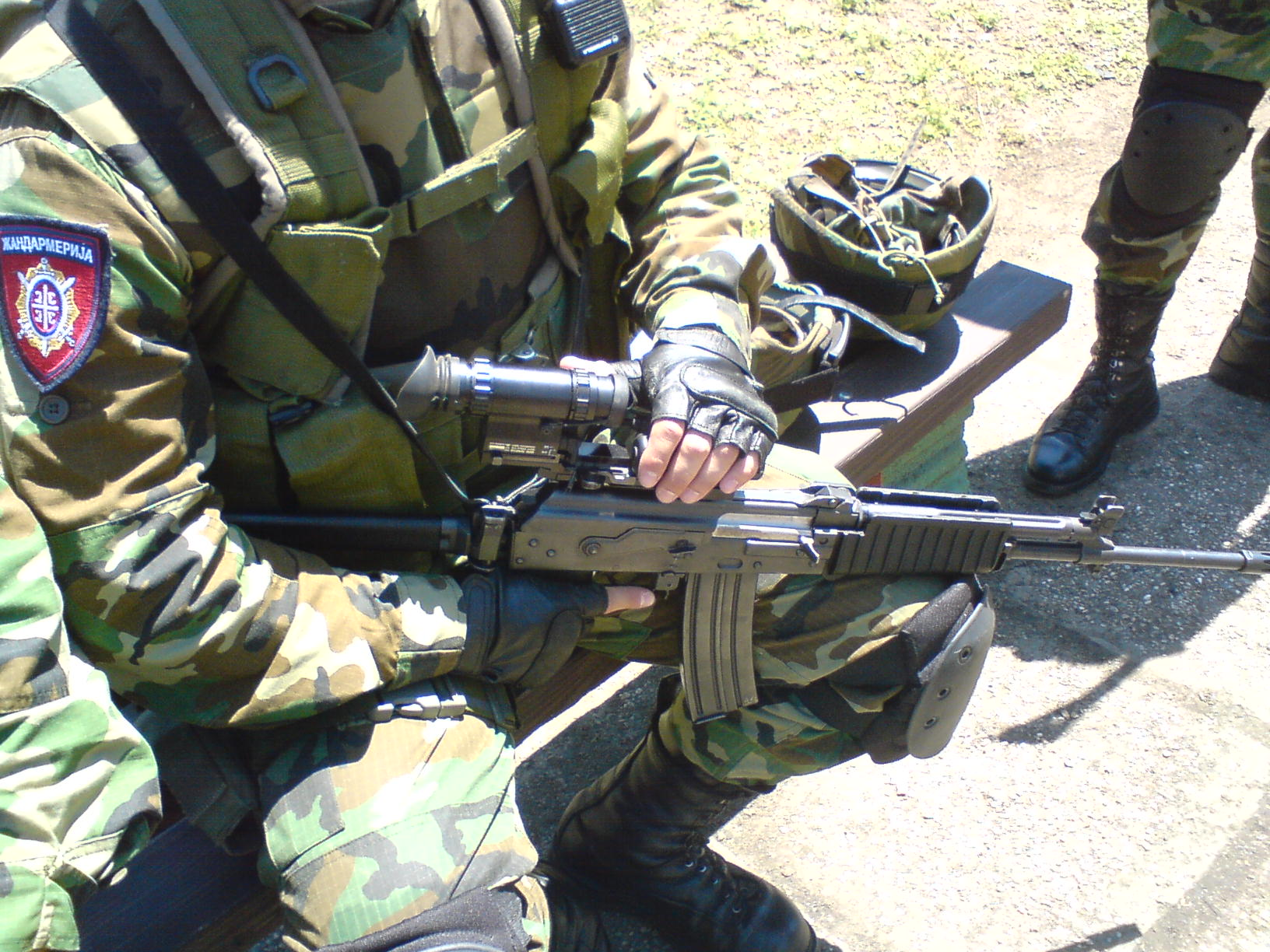
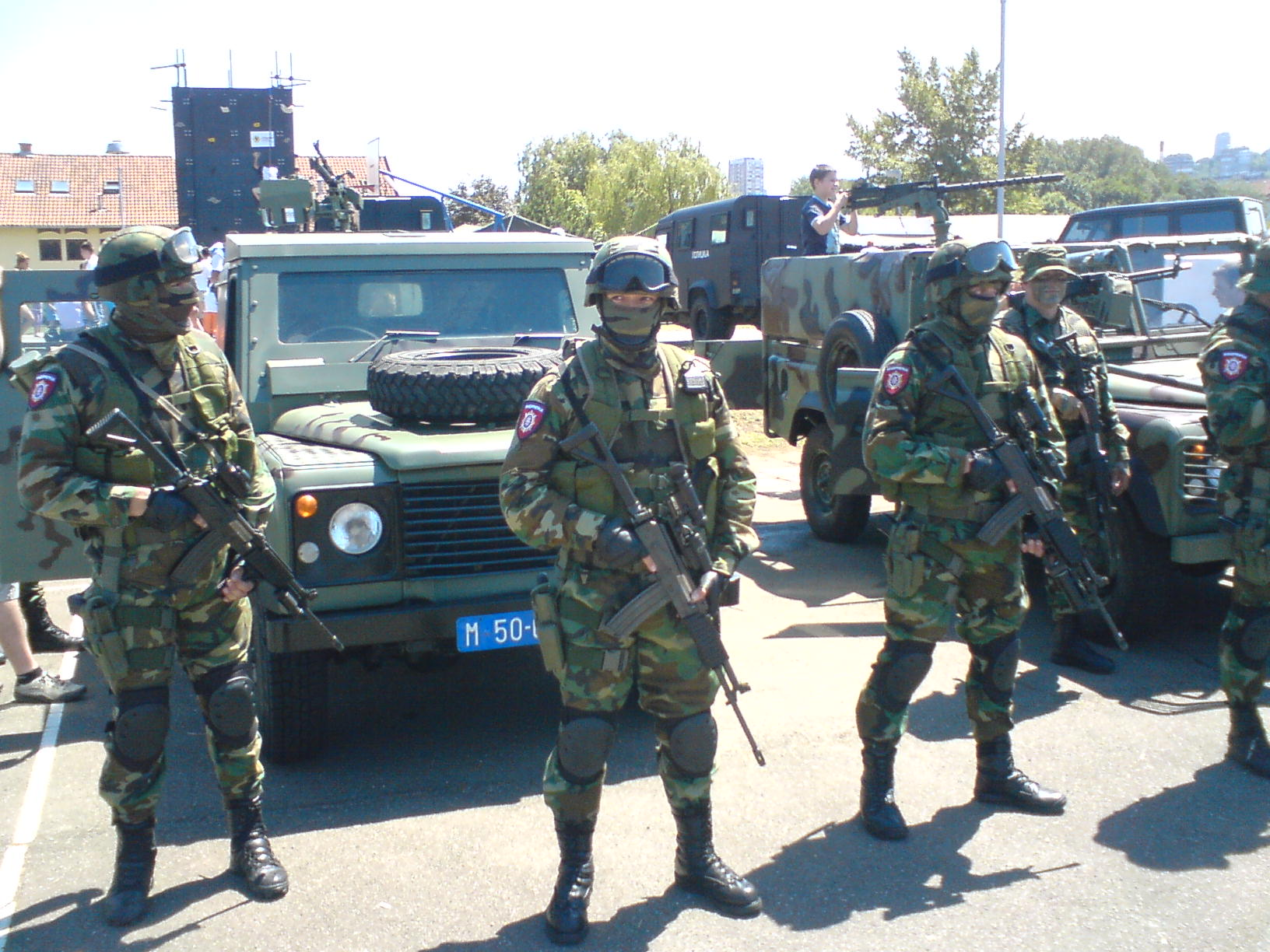
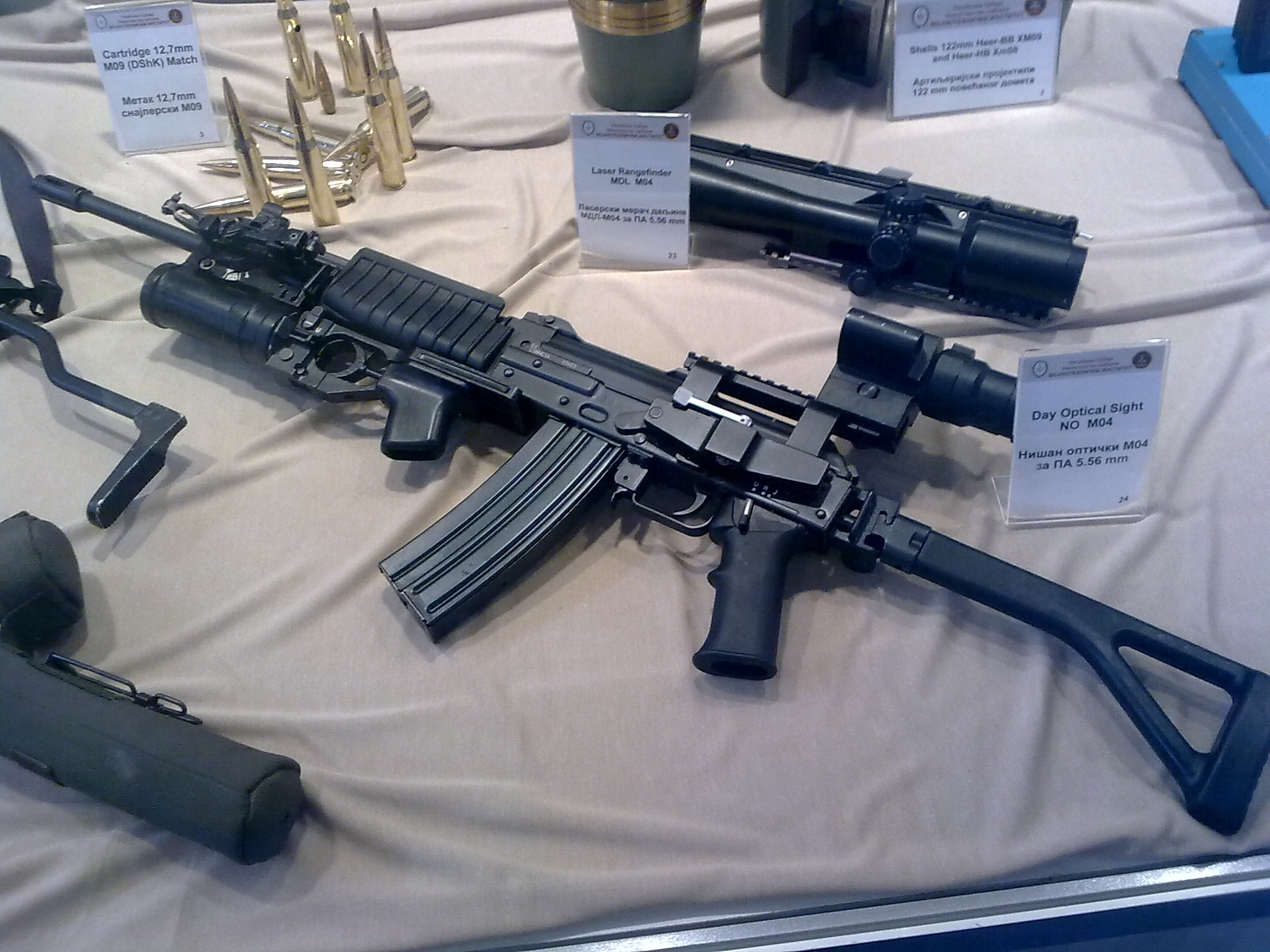

## Nutzerstaaten
- Bosnien und Herzegowina[1]
- Kamerun[2]
- Irak[3][4][5]
- Jordanien[1]
- Mazedonien[4][6]
- Peru[7]
- Serbien[4]